# سرند (رقة)
سرند (بالفارسية: سرند) هي مستوطنة تقع في إيران في قسم رقة الريفي. يقدر عدد سكانها بـ 113 نسمة .